# Dorothy Tinline
Dorothy Carol Tinline (* 25. Dezember 1921 in Scott, Saskatchewan; † 2. Februar 2013 in Winnipeg) war eine kanadische Badmintonspielerin. 

## Karriere
Dorothy Tinline gewann 1961 erstmals die Canadian Open im Damendoppel mit Marjory Shedd. 1962 bis 1964 verteidigten beide den Titel. 1965 und 1966 waren sie noch einmal gemeinsam bei den nationalen Titelkämpfen erfolgreich. Tinline war bis in ihr neuntes Lebensjahrzehnt bei Badmintonturnieren aktiv.

## Sportliche Erfolge
| Saison | Veranstaltung                 | Disziplin   | Platz | Name                              |
| ------ | ----------------------------- | ----------- | ----- | --------------------------------- |
| 1961   | Canadian Open                 | Damendoppel | 1     | Marjory Shedd / Dorothy Tinline   |
| 1962   | Canadian Open                 | Mixed       | 1     | Berndt Dahlberg / Dorothy Tinline |
| 1962   | Canadian Open                 | Damendoppel | 1     | Marjory Shedd / Dorothy Tinline   |
| 1963   | Canadian Open                 | Damendoppel | 1     | Marjory Shedd / Dorothy Tinline   |
| 1964   | Canadian Open                 | Damendoppel | 1     | Marjory Shedd / Dorothy Tinline   |
| 1965   | Kanada: Einzelmeisterschaften | Damendoppel | 1     | Marjory Shedd / Dorothy Tinline   |
| 1966   | Kanada: Einzelmeisterschaften | Damendoppel | 1     | Marjory Shedd / Dorothy Tinline   |
| 1987   | Kanada: Masters 65 plus       | Damendoppel | 1     | Dorothy Tinline / C. Lovett       |
| 1987   | Kanada: Masters 65 plus       | Mixed       | 1     | T. Graham / Dorothy Tinline       |
| 1987   | Kanada: Masters 60 plus       | Damendoppel | 1     | D. Tinline / C. Lovett            |
| 1987   | Kanada: Masters 60 plus       | Dameneinzel | 1     | D. Tinline                        |
| 1988   | Kanada: Masters 65 plus       | Damendoppel | 1     | Dorothy Tinline / C. Lovett       |
| 1988   | Kanada: Masters 65 plus       | Dameneinzel | 1     | Dorothy Tinline                   |
| 1989   | Kanada: Masters 60 plus       | Dameneinzel | 1     | D. Tinline                        |
| 1989   | Kanada: Masters 60 plus       | Damendoppel | 1     | D. Tinline / C. Lovett            |
| 1989   | Kanada: Masters 65 plus       | Damendoppel | 1     | D. Tinline / C. Lovett            |
| 1989   | Kanada: Masters 65 plus       | Dameneinzel | 1     | D. Tinline                        |
| 1990   | Kanada: Masters 65 plus       | Dameneinzel | 1     | D. Tinline                        |
| 1991   | Kanada: Masters 65 plus       | Dameneinzel | 1     | D. Tinline                        |
| 1992   | Kanada: Masters 70 plus       | Dameneinzel | 1     | Dorothy Tinline                   |
| 1992   | Kanada: Masters 70 plus       | Damendoppel | 1     | Dorothy Tinline / C. Lovett       |
| 1993   | Kanada: Masters 65 plus       | Damendoppel | 1     | D. Tinline / C. Lovett            |
| 1993   | Kanada: Masters 70 plus       | Dameneinzel | 1     | D. Tinline                        |
| 1993   | Kanada: Masters 70 plus       | Damendoppel | 1     | D. Tinline / C. Lovett            |
| 1994   | Kanada: Masters 70 plus       | Damendoppel | 1     | Dorothy Tinline / C. Lovett       |
| 1998   | Kanada: Masters 75 plus       | Damendoppel | 1     | P. Healey / Dorothy Tinline       |
| 1998   | Kanada: Masters 75 plus       | Mixed       | 1     | T. Graham / Dorothy Tinline       |
| 1999   | Kanada: Masters 70 plus       | Damendoppel | 1     | H. Nethercot / Dorothy Tinline    |
| 1999   | Kanada: Masters 70 plus       | Dameneinzel | 1     | Dorothy Tinline                   |
| 1999   | Kanada: Masters 75 plus       | Damendoppel | 1     | Dorothy Tinline / H. Nethercott   |
| 1999   | Kanada: Masters 75 plus       | Dameneinzel | 1     | Dorothy Tinline                   |
| 2000   | Kanada: Masters 75 plus       | Damendoppel | 1     | Dorothy Tinline / H. Nethercott   |
| 2000   | Kanada: Masters 75 plus       | Dameneinzel | 1     | Dorothy Tinline                   |
| 2002   | Kanada: Masters 75 plus       | Damendoppel | 1     | D. Tinline / H. Nethercott        |
| 2002   | Kanada: Masters 80 plus       | Mixed       | 1     | B. Ursell / Dorothy Tinline       |